# 6 décembre 1960
Le mardi 6 décembre 1960 est le 341e jour de l'année 1960.

## Naissances
- Diederik Wissels, pianiste de jazz néerlandais
- Diezani Alison-Madueke, femme politique nigériane
- Eduardo Braga, homme politique brésilien
- Frédéric Haziza, journaliste et animateur de télévision français
- Gary Fong, photographe américain
- Guy Cassiers, metteur en scène de théâtre belge
- Marco Antonio Adame, personnalité politique mexicaine
- Matt Dunigan, joueur de football canadien
- Toke Tufukia Talagi, premier ministre de Niue

## Décès
- Hjalmar Nyström (né le 28 mars 1904), lutteur finlandais